# Калницкий, Юрай
Юрай Калницкий (словац. Juraj Kalnický; род. 21 февраля 1951) — словацкий поэт, педагог, дипломат.
Окончил философский факультет Братиславского университета, специалист по проблемам образования. Автор девяти монографий (главным образом, по профессиональному образованию и переподготовке кадров). В 2001—2002 руководитель Отдела международного сотрудничества и европейской интеграции Министерства образования Словакии. С 2002 г. директор Словацкого института в Москве — советник по культуре Посольства Словакии в РФ. Автор стихотворных сборников «Лён» (словац. Ľan, 1981), «Долина пчёл» (словац. Údolie včiel, 2001), «Молитва с тобой» (словац. Modlitba s tebou, 2003, с параллельным текстом на русском языке); отдельным изданием (на словацком и в русском переводе) вышел также кинорассказ «Сибирский Кихот и шкуродеры» (словац. Sibírsky Kichot a Konedráči, 2003). В 2012 году издал Антологию русской поэзии в собственных переводах (Antologia ruskej poezie. Editor a prekladatel Juraj Kalnicky. Ostrava, 2012. /ISBN 978-80-7329-308-6/).